# 21 Guns
"21 Guns" är en sång utgiven 2009 av den amerikanska poppunkgruppen Green Day. Den släpptes först på skivan 21st Century Breakdown, som en del av akt III "Horseshoes and Handgrenades".
Tidningen Rolling Stone beskrev den som en rockballad som börjar sakta och akustiskt, för att övergå i en mer dramatisk refräng, med "en hint av Boulevard of broken dreams". Låten gick in som #2 på Trackslistan och veckan efter upp till #1 där den tillbringade 2 veckor totalt. Sammanlagt blev 21 Guns 2009 års fjärde största hit på Tracks.  
Den nådde nummer 8 på Sverigetopplistan som bäst.
Även musikvideon blev en stor hit på MTV och nådde #1 på MTV topp 10 2009. Den vann tre MTV-awards, inklusive utmärkelsen Bästa Rockvideo.